# گوته بلومکویست
گوته بلومکویست (انگلیسی: Göte Blomqvist; ۱ نوامبر ۱۹۲۸ – ۲۸ فوریهٔ ۲۰۰۳) ورزشکار هاکی روی یخ اهل سوئد بود.
وی در مسابقات کشوری و بین‌المللی در مجموع برندهٔ ۱ مدال طلا، ۲ مدال برنز شده‌است.